# Chaetodon austriacus
Chaetodon austriacus е вид бодлоперка от семейство Chaetodontidae. Видът не е застрашен от изчезване.

## Разпространение и местообитание
Разпространен е в Джибути, Египет, Еритрея, Йемен, Израел, Йордания, Саудитска Арабия, Сомалия и Судан.
Обитава крайбрежията на океани, морета, заливи, лагуни и рифове. Среща се на дълбочина от 1 до 15 m, при температура на водата около 23,1 °C и соленост 37,3 ‰.

## Описание
На дължина достигат до 13 cm.
Популацията на вида е стабилна.